# تريدنغ فيو
تريدنغ فيو هي خدمة ويب وشبكة اجتماعية، للمتداولين، تستخدم على أساس منصة التحليل الفني، أطلق المشروع في سبتمبر 2011، وتوجد نسخة مجانية من التطبيق و3 خيارات اشتراك مدفوعة مع ميزات مختلفة؛ يستهدف البرنامج المستثمرين الصغار أو أصحاب القطاع الخاص، الموقع متاح بـ 21 لغة، ويقدر مستخدمي البرنامج بـ 29 مليون مستخدم شهريًا (MAU)، اعتبارًا من أكتوبر 2021.